# Alouette à dos roux
Calendulauda erythrochlamys
Espèce
Statut de conservation UICN

 LC  : Préoccupation mineure
L’Alouette à dos roux (Calendulauda erythrochlamys) est une espèce de passereaux de la famille des Alaudidae.

## Répartition
Il s'agit d'une espèce d'alouettes qui vit dans le Sud de l'Afrique et plus particulièrement en Namibie.

## Caractéristiques et comportement
L'Alouette à dos roux mesure entre 10 et 23 centimètres de longueur, du bec à la queue. Son poids quant à lui se situe entre 25 et 33 grammes.
Il ne s'agit pas d'un oiseau migrateur.

## Reproduction
L'Alouette à dos roux pond environ deux à six œufs qui sont ensuite incubés pour une durée allant de 11 à 16 jours.

## Répartition et sous-espèces
Selon la classification de référence du Congrès ornithologique international (15.1, 2025) elle se répartit en quatre sous-espèces (ordre phylogénique) :
- C. e. erythrochlamys (Strickland, 1853) — du Kuiseb à la rivière Koigab (en) ;
- C. e. barlowi (Roberts, 1937) — du Koigab à Aus ;
- C. e. patae (Macdonald (d), 1953) — littoral sud-namibien et nord-ouest sud-africain ;
- C. e. cavei (Macdonald, 1953) — sud-ouest namibien et nord-ouest sud-africain.

## Systématique
Le nom valide complet (avec auteur) de ce taxon est Calendulauda erythrochlamys (Strickland, 1853).
Calendulauda erythrochlamys a pour synonymes :
- Alauda erythrochlamys Strickland, 1853[6]
- Certhilauda barlowi (Roberts, 1937)[5]
- Certhilauda erythrochlamys (Strickland, 1853)[5]